# Сергиевское артиллерийское училище
Се́ргиевское артиллери́йское учи́лище — военно-учебное заведение Российской империи, специализировавшееся на подготовке офицеров крепостной артиллерии для Российской Императорской армии.

## История
В 1906 году в Кабинет Министров подано ходатайство Главного артиллерийского управления Сухопутного военного ведомства России о создании третьего по счёту артиллерийского училища в России (после Михайловского и Константиновского артиллерийских училищ). Новое артучилище должно было готовить чинов крепостной артиллерии с курсом подготовки три года. В 1910 году местом для дислокации училища была выбрана Одесса. При выборе места размещения учитывались следующие факторы:
- крупный промышленный и культурный город России;
- невысокая цена земли в Новороссии;
- близость Очакова, Николаева с их береговыми укреплениями и батареями;
- наличие места для летнего лагеря;
- благосклонность местной власти.

Кабинет министров России 17 ноября 1911 года принял решение о немедленной подготовке и сформировании училища, начиная с 1913 года, в течение трёх лет, допустив к приёму в каждом новом учебном году по 100 юнкеров. Генерал А. А. Нилус (председатель строительной комиссии с расчётом назначения начальником училища) и инженер-полковник Слушко-Цапинский составили проект организации училища крепостной артиллерии, его учебный план и проект постройки необходимых зданий и сооружений. На устройство училища крепостной артиллерии казной было отпущено свыше 3 000 000 рублей.
Приказом по военному ведомству России № 395 от 28 июля 1912 года было объявлено об учреждении в Одессе артиллерийского училища. Приказом военного министра В. А. Сухомлинова № 99 от 13 марта 1913 года училище поименовано в честь царской особы (почётного командира, великого князя Сергей Михайлович) как Сергиевское артиллерийское училище. САУ имело свою специализацию, готовило специалистов по тяжёлой (осадной) артиллерии. На открытии присутствовал его шеф великий князь Сергей Михайлович, позже расстрелянный большевиками в 1918 году в Алапаевске, а тогда генерал-инспектор артиллерии. Начальником артучилища назначен генерал-лейтенант Андрей Нилус.
Училище выпустило многих офицеров, сражавшихся на фронтах Первой мировой войны, хотя ему не пришлось сделать ни одного нормального выпуска: все выпуски офицеров, а их было 12, были ускоренными, причем 12-й выпуск даже не закончил ускоренного курса обучения, так как училище было закрыто новой властью, в январе 1918 года.
Во время Гражданской войны училище действовало в составе Белой армии (ВСЮР) на Юге России против большевиков. В начале 1920 года эвакуировано из Одессы в Крым. В ноябре 1920 года эвакуировано в составе Русской Армии генерала П. Н. Врангеля в Галлиполи (Турция).

Я отдал директиву: для прикрытия погрузки войскам приказывалось занять линию укреплений 1855 года. На генерала Скалона, в распоряжение которого были переданы Алексеевское, Сергиевское артиллерийское и Донское атаманское училища, возложено было прикрытие северной стороны, от моря до линии железной дороги. Далее от линии железной дороги до вокзала и дальше к морю выставлялись заставы от частей генерала Кутепова. Командующему флотом было указано закончить всю погрузку к 12 часам 1-го ноября. В час дня вывести суда на рейд.— П. Н. Врангель. Записки. Книга вторая (Глава Х. Последняя ставка)
Сергиевское артиллерийское училище продолжало учебный процесс в Галлиполи, а затем в Болгарии. Последний выпуск офицеров Сергиевского артиллерийского училища состоялся в 1923 году. После этого кадр училища сохранялся в составе Русского Обще-Воинского Союза (РОВС). Созданное в Одессе большевиками артиллерийское училище, выпускавшее командиров для РККА, стало принципиально новым военно-учебным заведением и исторической преемственности от Сергиевского артиллерийского училища не имело. В советское время оно носило название Одесское высшее артиллерийское командное училище им. Фрунзе.

## Начальник
- Нилус, Андрей Александрович - генерал-майор, с апреля 1916 - генерал-лейтенант.

## Известные курсанты и выпускники
- Тимотиевич, Иван Иванович - cоветский военачальник, генерал-лейтенант артиллерии (выпуск 1915 года).
- Булгаков, Николай Афанасьевич - русский и французский учёный, биолог, бактериолог, офицер ордена Почётного легиона Франции, брат писателя Михаила Булгакова. Выпустился прапорщиком в 1921 году в миграции).